# رابرت بمفورد
رابرت بمفورد، (به انگلیسی: Robert Bamford) (زاده ۱۸۸۳ - درگذشته ۱۹۴۲) کارآفرین، صنعتگر و مهندس بریتانیایی بود، که در سال ۱۹۱۳ با مشارکت لیونل مارتین شرکت خودروسازی استون مارتین را در شهر لندن تأسیس نمود.